# Spiniphora punctipennis
Spiniphora punctipennis är en tvåvingeart som först beskrevs av Zetterstedt 1848.  Spiniphora punctipennis ingår i släktet Spiniphora och familjen puckelflugor.
Artens utbredningsområde är Malta. Inga underarter finns listade i Catalogue of Life.